# Диарсенид трикадмия
Диарсенид трикадмия — бинарное неорганическое соединение
кадмия и мышьяка с формулой Cd3As2,
тёмно-серые кристаллы.

## Получение
- Нагревание кадмия в токе водорода, содержащего пары́ мышьяка:

{\displaystyle {\mathsf {3Cd+2As\ {\xrightarrow {T}}\ Cd_{3}As_{2}}}}

## Физические свойства
Диарсенид трикадмия образует тёмно-серые кристаллы
тетрагональные сингонии, пространственная группа I 41/acd, параметры ячейки a = 1,267 нм, c = 2,548 нм, Z = 32.
При 225°С происходит фазовый переход в 
тетрагональную сингонию, пространственная группа P 42/nbc, параметры ячейки a = 1,2707 нм, c = 2,5634 нм, Z = 32.
При 465°С происходит фазовый переход в 
тетрагональную сингонию, пространственная группа P 42/nmc, параметры ячейки a = 0,8945 нм, c = 1,265 нм, Z = 8.
При 595°С происходит фазовый переход в 
кубическую сингонию, 
пространственная группа F m3m,
параметры ячейки a = 6,29 нм, Z = 2.
Является топологическим дираковским полуметаллом.